# Electric Jimi Hendrix
Electric Jimi Hendrix е компилация на The Jimi Hendrix Experience, издадена в края на 1968 г., от Track Records. Албумът веднага е изтеглен от пазара и затова почти няма продадени копия от него. „Electric Jimi Hendrix“ съдържа страни две и четири от третия студиен албум на групата „Electric Ladyland“.

### Страна А
1. „Still Raining, Still Dreaming“ – 4:25
2. „House Burning Down“ – 4:32
3. „All Along the Watchtower“ – 4:00 (Боб Дилън)
4. „Voodoo Child (Slight Return)“ – 5:13

### Страна Б
1. „Little Miss Strange“ – 2:52 (Ноел Рединг)
2. „Long Hot Summer Night“ – 3:27
3. „Come On (Part 1)“ – 4:09 (Ърл Кинг)
4. „Gypsy Eyes“ – 3:43
5. „Burning of the Midnight Lamp“ – 3:39

## Състав

### The Jimi Hendrix Experience
- Джими Хендрикс – основни вокали, електрическа китара, бас в „House Burning Down“, „Long Hot Summer Night“, „All Along the Watchtower“ и „Gypsy Eyes“, беквокали в „Long Hot Summer Night“, електрически клавесин и мелотрон в „Burning of the Midnight Lamp“
- Ноел Рединг – бас в „Voodoo Child (Slight Return)“, „Little Miss Strange“, „Come On (Part 1)“ и „Burning of the Midnight Lamp“, основни вокали, електрическа китара и акустична китара в „Little Miss Strange“
- Мич Мичъл – барабани, темпъл блокчета в „All Along the Watchtower“, беквокали в „Little Miss Strange“

### Допълнителни музиканти
- Бъди Майлс – барабани в „Still Raining, Still Dreaming“
- Майк Финиган – орган в „Still Raining, Still Dreaming“
- Лари Фосет – конга в „Still Raining, Still Dreaming“
- Дейв Мейсън – акустична китара в „All Along the Watchtower“
- Ал Купър – пиано в „Long Hot Summer Night“